# ジェイムズ・スパーン
ジェイムズ・スパーン（James Mike Spahn、1970年 - ）は、シアトル在住の実業家。株式会社ドワンゴ執行役員、海軍の父親の元で横須賀で育ったため、日本語英語両方に堪能である。現在、ニコニコ動画の北米展開を担当するniconico.comの代表取締役社長。

## 概要
大学卒業後、セガ・エンタープライゼスに入社、その後マイクロソフトに移り、Windowsにおけるゲーム開発を支援するためのテクノロジーであるDirectXのマーケティングを担当した。このとき同社のテクニカルエヴァンジェリストだったBio_100%の森栄樹と出会い、DirectXを日本で普及させるための様々なエヴァンジャライズ活動を行った。1998年、ドリームキャスト向けにWindowsCE for Dreamcastを提供。この頃、川上量生と知り合い、日本支社の設立を渋る米IVS社の社長ボブ・ハントレーを説得し、日本法人としてのドワンゴ設立にも貢献した。その後、Xboxプロジェクトを立ち上げ、シアトル本社勤務を経て、ドワンゴに合流。主にニコニコ生放送でのNASA取材などに貢献している。